# منتزه غواي هاناس الوطني
منتزه هيدا غواي الوطني هو موقع كندي يقع ضمن مقاطعة كولومبيا البريطانية يضم جزيرة هيدا غواي (المعروفة سابقا بأسم جزيرة الملكة شارلوت) بالإضافة إلى أرخبيل من 130 جزيرة صغيرة أكبرها جزيرة مورسبي وجزيرة كونغت .